# 헤클러운트코흐 MG4
헤클러 운트 코흐 4호 기관총(독일어: Heckler & Koch Maschinengewehr 4; MG4 헤클러 운트 코흐 마쉬넨게베어 퓌어; 엠게 퓌어[*])는 헤클러&코흐사가 기존 자사의 HK21과 HK23 이후 새로 개발한 5.56mm 경기관총이다. FN 미니미와 유사하고 몇몇 공통적인 특징이 있기는 하지만 Minimi가 가진 탄창급탄 기능은 없다. 독일군에 MG4라는 제식명으로 채택되기 전에는 MG43이라고 불렸다.

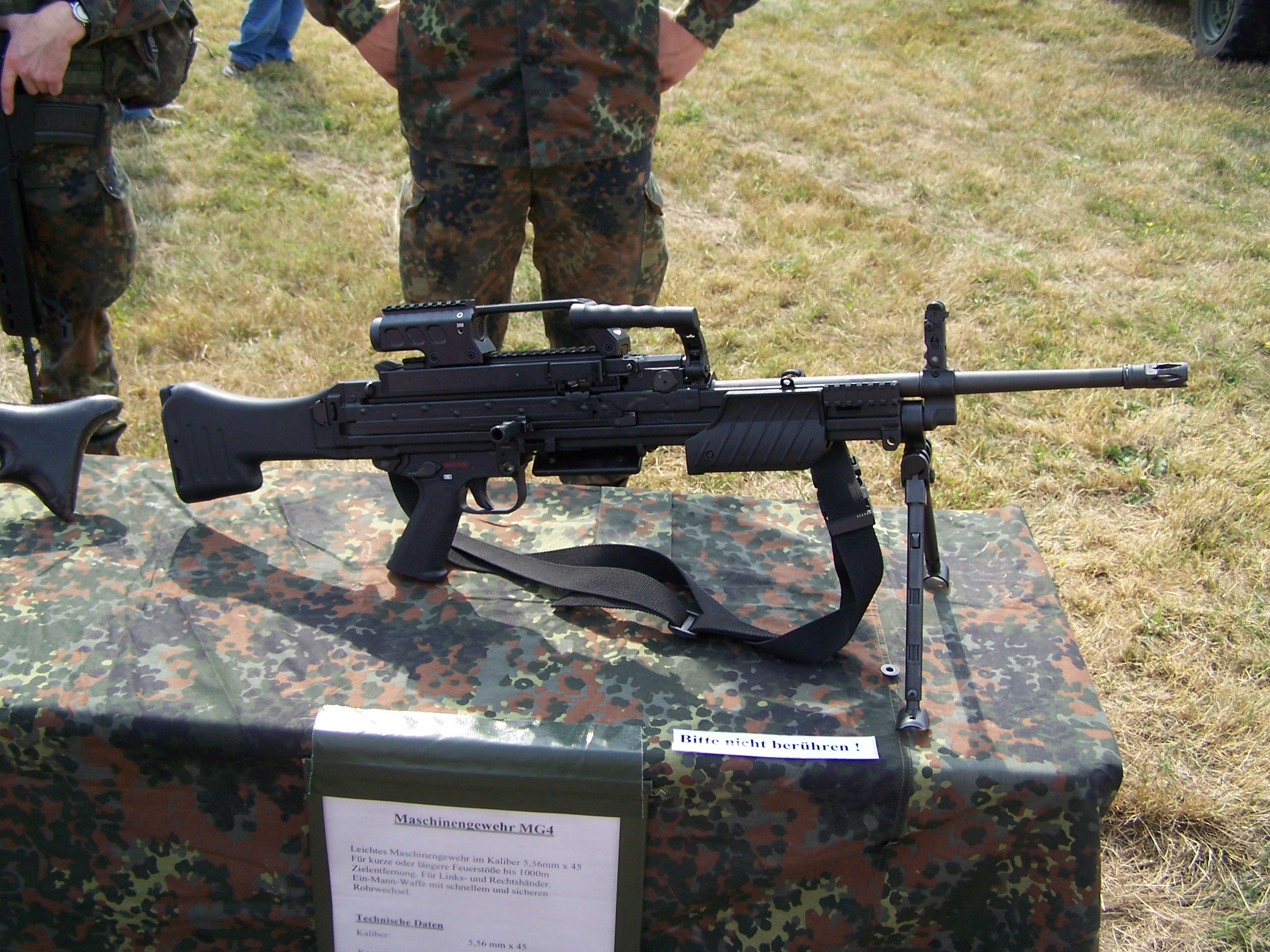
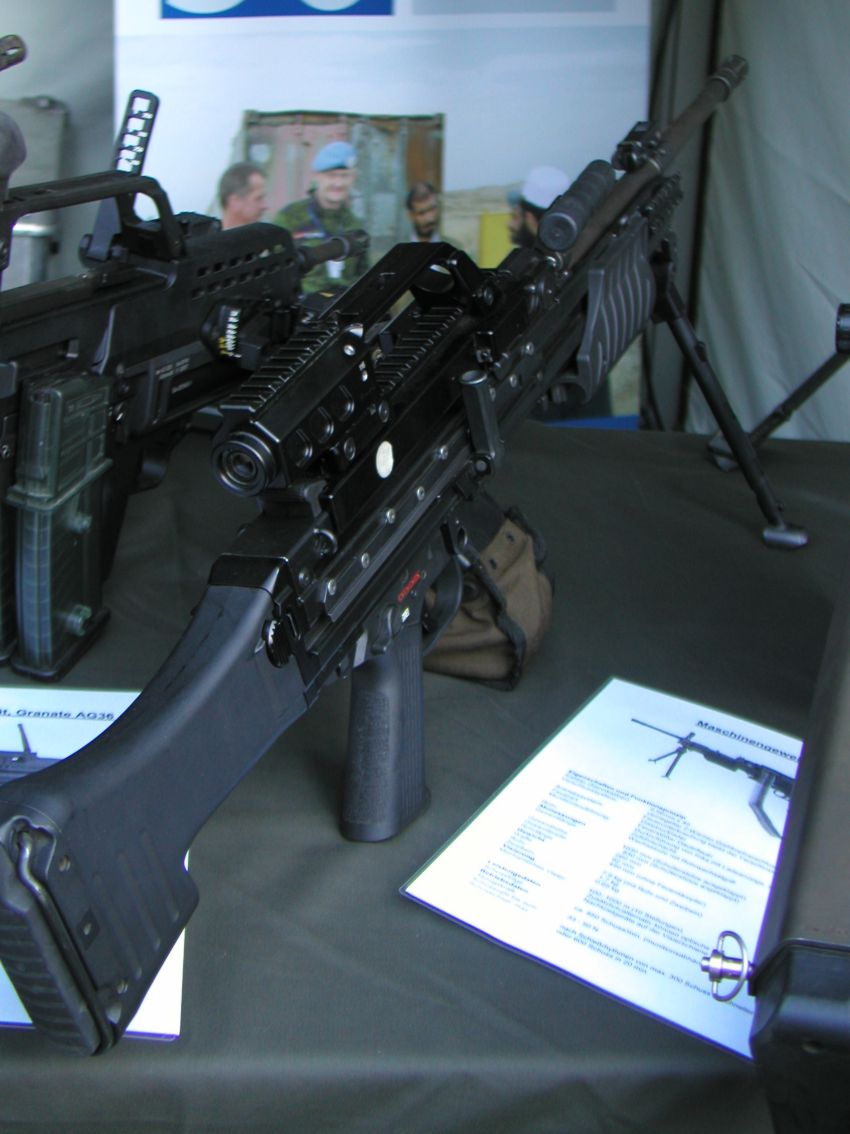

## 같이 보기
- 경기관총
- 분대지원화기
- FN 미니미